# Tylissos
Tylissos (en grec moderne: Τύλισος, également Pyrgos Tylissos, Tylisos, Tylissus, Tilissos) est une ville de Crète, en Grèce. Située dans le centre de la Crète, la population du village est de 1 085 habitants en 2001. Celle du dème (municipalité) de Tylissos est de 3 941 habitants en 2001. Le dème est devenu le 1er janvier 2011 un district municipal du dème de Malevízi, dans le cadre de la réforme Kallikratis. Tylissos est également le site archéologique d'une ancienne cité et un ancien sanctuaire minoen. Pyrgos signifie tour en grec. Tylissos est un nom d'origine pré-grecque et dont on retrouve des mentions sur des tablettes de linéaire B découvertes à Knossos.
Le site de Tylissos est fouillé de 1909 à 1913 par Joseph Hadzidakis, puis à nouveau de 1953 à 1955 par
Nicholas Platon et en 1971 par A. Kanta. Le site fut occupé du minoen ancien II au minoen moyen II. Le sanctuaire fut en activité au moins jusqu'au minoen récent I.

## Les villas minoennes de Tylissos

### La ville de Tylissos
Tylissos est le nom d'origine de la ville à l'époque minoenne (4000 av. J-C). Le site est occupé dès 2000 av J-C mais nous avons trouvé seulement des vases et des figurines.
Des pièces de monnaie retrouvées sur le site montrent qu'Héra et Apollon sont les divinités tutélaires de la ville.
Pline parle de Tylissos comme d'une ville aussi importante que Knossos, Kydomia ou Gortyne dans la géopolitique crétoise de son époque.
La ville continuera d'exister à l'époque byzantine vénitienne et turque.
Le village prospère depuis l'indépendance de la Crête en 1898 et son rattachement à la Grèce en 1913.

### Le site archéologique
J.Hadzidakis est à l'origine de la découverte et des fouilles du site.
Au début du XXe siècle un habitant trouve plusieurs chaudrons de bronze.
Quelques années après les « megara » de Tylissos sont dégagés. Il y a donc une consolidation des murs et des dallages du « megara A et B » par N.Platon.
Ensuite, le megaron Γ est restauré, on dégage un grand bâtiment, la place de l'autel, les voies dallées et la colonnade de la « stoa » nord.
Le terme « megaron » est privilégié par les archéologues et les historiens pour désigner ces « villas » afin de les distinguer d'un palais minoen dont elles n'ont ni l'importance ni la taille.
Les objets en bronze trouvés font penser à un grand centre de travail du bronze et à une école de sculpture.
Mais Tylissos a une étroite relation avec Knossos, ce qui peut faire penser que c'est sans doute une annexe.
Un peu comme un centre de contrôle entre la Crête centrale et occidentale. Car la montagne et la plaine du mont Ida sont riches en ressources.
L'architecture de Tylissos est comparable à Knossos : il s'agirait des mêmes artisans. Il y a également le même style de peinture et la même organisation iconographique : il y aurait donc peut-être eu les mêmes peintres.

## Tylissos à l'époque historique

### Antiquité
Dans l'Antiquité grecque, Tylissos constituait une cité-État indépendante. À l'instar de toutes les autres cités grecques, elle était à l'origine gouvernée par un roi au temps des siècles obscurs (1200-800 av. J.-C.), mais la monarchie fut finalement renversée par l'aristocratie entourant le roi. Celle-ci mit en place un régime oligarchique.
Comme toutes les cités crétoises, l'économie de Tylissos se basait essentiellement sur la pêche et le commerce maritime.
La cité est prise par les Romains en -67.

### Époque contemporaine
Tylissos est rattaché à la Grèce en 1913.
Aujourd'hui, Tylissos est un village peuplé de 1 085 habitants abritant un site archéologique protohistorique et antique.